# Hyacinthe de Chestret de Haneffe
Rémi Godefroid Hyacinthe, baron de Chestret de Haneffe, né à Liège, le 6 mars 1797 et y décédé le 17 mai 1881  fut un homme politique belge francophone libéral.

## Biographie
Hyacinthe de Chestret de Haneffe fut lieutenant-colonel, bourgmestre et commissaire d'arrondissement de Waremme, sénateur (1846-1851),, et conseiller provincial de la province de Liège. Il fut également membre de la Société royale d'Horticulture de Liège et membre de la Société libre d’Émulation de Liège.
Marié à Amanda Laurence de Sélys Longchamps, il eut une fille, Léonie Marie Laurence de Chestret de Haneffe, qui fut une féministe de renom.